# ブリジット・ジョーンズの日記 きれそうなわたしの12か月
『ブリジット・ジョーンズの日記 きれそうなわたしの12か月』（ブリジット・ジョーンズのにっき きれそうなわたしの12かげつ、英: Bridget Jones: The Edge of Reason）は、1999年にヘレン・フィールディングが発表した小説で、1996年に発表した人気小説『ブリジット・ジョーンズの日記』の続編である。現在販売されている角川文庫版では「キレそうなわたしの12か月」表記に改題されている。1作目同様、主人公ブリジット・ジョーンズの日記形式を取り、またジェーン・オースティン最後の小説『説得』をベースにしている。
ブリジットはマーク・ダーシーと付き合い始めたばかりだが、彼がブリジットの知人である毒舌家レベッカと恋に落ちたのではないかと勘繰り、カップルは破局の危機を迎える。また、多くの誤解や災難を交えながら、自らをシングルトンと認める登場人物たちの浮き沈みも描かれるほか、ブリジットは東南アジア旅行で逮捕・拘留という大災難に巻き込まれる。
2004年には、1作目同様レネー・ゼルウィガー主演で、同名映画として映像化された。

## あらすじ
ここでは日本初訳のソニー・マガジンズ版に沿ってあらすじを述べる。春夏篇には1月27日から4月30日分（第1章から第7章）、秋冬篇には5月1日から12月19日分（第8章から第15章）が収録されている。

### 春夏篇
1997年を迎えたブリジットは、マーク・ダーシーと付き合い始め、テレビ業界で働いている。友人のシャロンやジュードとは自己啓発本やコリン・ファースの『高慢と偏見』の話題で盛り上がり、友人マグダが結婚を機に自分たち「シングルトン」には理解出来ない人間になってしまったことに驚く。体型や喫煙・飲酒量を気にしつつも、ダイエットや生活改善にはなかなか達しない。また、毒舌家の事務弁護士レベッカがカップルの仲を引き裂こうと策略し始め、ブリジットはマークとレベッカの関係を疑うようになる。
ブリジットはマークとすれ違いを続けるが、友人トムの取りなしで、映画売り出し中のコリン・ファースにインタビューする機会を得る。ブリジットはローマまで意気揚々と向かったが、質問はファースの意に沿わないもので失敗に終わる。また、マグダの友人ゲイリーにフラットの改装を頼んだところ、壁に大穴を空けられ放置されてしまう。

### 秋冬篇
1997年イギリス総選挙で労働党が勝利し、トニー・ブレア政権が誕生する（5月1日）。ジュードは腐れ縁だった恋人のリチャードとの結婚を宣言するが、結婚式計画にレベッカが噛んでいたことが分かり、シャロンは彼女に絶交を言い渡す。ブリジット・シャロンと仲直りしたいジュードの策略で、レベッカは渋々実家に彼女たちを招待する。レベッカはこの席で橋から飛び込んで足に怪我をし、客として来ていたマークの同僚のジャイルズが自殺未遂を起こすが、ブリジットが適切に処置をしたことでマークは彼女を見直す。
ブリジットはシャロンと共にタイへ休暇旅行に向かい、飛行機で出会ったジェッドとガンジャやマジックマッシュルームを楽しむ。リゾート地でバックパックを盗まれたふたりは、ジェッドの計らいでイギリス行きの航空券を確保してもらうが、ブリジットの荷物には密輸用麻薬が仕込まれており、逮捕されてしまう。留置場では、出発直前に参加した詩読会でマークに渡された、キプリングの詩を読んで心の支えにする。マークや外務省のおかげでジェッドは逮捕され、ブリジットは無罪放免で帰国するが、翌日起きたダイアナ妃の自動車事故死に打ちのめされる（8月31日）。帰国したブリジットはジャイルズとレベッカが付き合い始めたことを知る。
ブリジットはフラットの大穴に対処するため、ゲイリーに督促書を送るが、激昂した彼は逆に銃弾を送り付けてくる。彼女は危険な自宅を出てマークの家に身を寄せるようになるが、そこで詩読会でのメモは復縁を願った彼の手紙と取り違えられていたことが分かる。2人は復縁し、シャロンと揃ってジュードとリチャードの結婚式に出席する。酔った勢いで散々なクリスマスカードを方々に送り付ける姿は相変わらずだが、マークから長期のアメリカ行きに誘われるなど、ブリジットは昨年までとは全く違う幸せな生活を送るのだった。

## プロットの背景
シリーズ第1作『ブリジット・ジョーンズの日記』は、ジェイン・オースティンの小説『高慢と偏見』を下敷きにした作品である。一方の第2作は、同じくオースティンの小説で、「本当の愛」がありながら周囲の説得で関係解消する筋書きがある『説得』と関連が見られる。例えば第4章の章題は、『説得』の原題である "Persuation" である。フィールディングは登場人物のひとりであるジャイルズ・ベンウィック（英: Giles Benwick）の名前を、この小説に登場するベンウィック大佐（英: Captain Benwick）から取っているほか、元の小説から借りてきたシーンも散見される。
例えば、マークを巡ってブリジットと対立することになるレベッカは浅い川に飛び込んで足を痛めるが、このシーンは『説得』でアンのライバルであるルイーザが、ライムで頭から転ぶシーンと鏡になっている。またどちらでも、レベッカ・ルイーザの行動をマーク・ウェントワース大佐が止めようとするが失敗する。フィールディングの小説では、この後ジャイルズとレベッカが「自己啓発本を通じて」恋愛関係に発展するが、『説得』でもライムで怪我をしたルイーザと、ここに逗留していたベンウィック大佐が詩を通じて恋仲になる。
どちらの話でも、主人公（ブリジットとアン）が、恋人（ダーシーとウェントワース大佐）がライバル（レベッカとルイーザ）を褒めるところを聞いてしまう。ブリジットはマークと不仲になっている時期に、ダーシー提督から息子の結婚を聞かされ、勘違いして動揺するが、『説得』でもアンが、ウェントワース大佐の姉であるクロフト夫人から兄弟の結婚を聞かされて動揺する。またブリジットは、名付け親となったコンスタンスの誕生日会に参加した時に、彼女の背中に登ろうとする男の子に迷惑させられ、マークに助けられるが、『説得』では、アンの元恋人であるウェントワース大佐がアンに対して全く同じ行動を取る。また、ブリジットの母が参加するブック・クラブの詩読会では、ブリジットが女性は自分たちを忘れた男性たちを忘れられずにいるものだと話す様子をマークが立ち聞きして、ブリジットへまだ好意があるなら連絡してほしいという紙を回そうとする（但し混乱の末に、キプリングの詩『もしも』が書かれた間違ったメモ書きを渡してしまう）。この時ブリジットが言う言葉は次の通りである。
『説得』第23章にも同様のシーンがあり、マークに相当するウェントワース大佐は、アンがハーヴィル大佐に「女性の貞節さ」("women's constancy") を説くのを聞いていて、その後アンに結婚を願う手紙をこっそり手渡す。ここでのアンの言葉は次のようになっている。
ブリジットは1995年にBBCで放送された『高慢と偏見』に夢中であり、このドラマでダーシー役を演じたコリン・ファースへのインタビューを取り付ける。ファースは『ブリジット・ジョーンズの日記』シリーズの映画でマーク・ダーシー役を演じているが、この内輪ネタに対し、第2作『きれそうなわたしの12か月』の撮影に合わせてファースが本人役で登場する映像が作られ、後に特典映像として収録された。
サンドラ・グレゴリーは、作中タイの刑務所が登場するシーンについて、自分の両親がフィールディングの隣人だったので、自分の事件について両親が話し、それが元になったのではないかと話している。グレゴリーはヘロインの密輸に関与したとして1993年にタイで死刑判決を受け、その後イギリスに帰国した人物である。

## 評価
セシリア・サルバーはこの作品について、「オースティンを『近代化』することで、フィールディングはモデル[にしたオースティン作品]を讃えるだけでなく、新しい世紀において、彼女の認識が正しいものだとも証明した」と述べた。『ガーディアン』紙ではスティーヴン・モスが書評をまとめた記事を出したが、この中で彼は「ブリジット・ジョーンズは疑いなく一大現象になった」(Bridget Jones is undoubtedly a phenomenon.) と述べた。一方で、『サンデー・テレグラフ』のジェーン・シリングのように、ブリジットを描くフィールディングの筆致には疲れが見えると評した者もいた。『カーカス・レビューズ』では、「オリジナルのファンでさえ続編にはがっかりするだろう」とされた。
トレイシー・ベネットが朗読を担当したオーディオブックは、2001年のアウディ賞ユーモア部門を獲得した（ベネットは第1作のオーディオブックも担当している）。前年の2000年には、ソロ・ナレーション部門（女性）でバーバラ・ローゼンブラットが同賞を獲得している。